# باولو مافيي
باولو مافيي (بالإيطالية: Paolo Maffei)‏ (و. 1926 – 2009 م) هو عالم فلك، ومؤرخ من إيطاليا . ولد في إيطاليا .
توفي في فولينيو، عن عمر يناهز 83 عاماً.

## مناصب
تولى منصب مدير، Catania Astrophysical Observatory .